# Slovak Open 2007
Lo Slovak Open 2007 è stato un torneo di tennis facente parte della categoria ATP Challenger Series nell'ambito dell'ATP Challenger Series 2007. Il torneo si è giocato a Bratislava in Slovacchia dal 5 all'11 novembre 2007 su campi in cemento indoor.

## Vincitori

### Singolare
Simone Bolelli ha battuto in finale  Alejandro Falla con il punteggio di 4–6, 7–6(7), 6–1.

### Doppio
Tomáš Cibulec /  Jaroslav Levinský hanno battuto in finale  Chris Haggard /  Miša Zverev con il punteggio di 6–4, 2–6, [10–8].